# مقاطعة ساراتوغا (نيويورك)
مقاطعة ساراتوغا (بالإنجليزية: Saratoga County)‏ هي إحدى المقاطعات في ولاية نيويورك في الولايات المتحدة الأمريكية.

## أعلام
- جيمس سترونج
- جون غافين نولان
- وليام دويل
- أبيجيل فيلمور
- تشارلز بال